# Margot Moe
Margot Gudrun Moe (Oslo, 15 de març de 1899 - Oslo, 12 de març de 1988) va ser una patinadora artística sobre gel noruega que va competir a començaments del segle xx.
El 1920 va prendre part en els Jocs Olímpics d'Anvers, on fou cinquena en la prova individual femenina del programa de patinatge artístic. Durant la seva carrera esportiva guanyà cinc campionats nacional i una medalla de bronze al Campionat del món de 1922.

## Resultats
| Competició            | 1919 | 1920 | 1921 | 1922 | 1923 |
| --------------------- | ---- | ---- | ---- | ---- | ---- |
| Jocs Olímpics d'Estiu |      | 5a   |      |      |      |
| Campionat del món     |      |      |      | 3a   |      |
| Campionats Nòrdics    |      |      | 3a   |      |      |
| Campionats de Noruega | 1a   | 1a   | 1a   | 1a   | 1a   |